# Abdolmalek Righi
Pour les articles homonymes, voir Righi.
Abdolmalek Righi (en perse عبدالمالک ریگی) (né en 1358 du calendrier persan, c'est-à-dire entre mars 1979 et mars 1980 – mort à Téhéran le 20 juin 2010) est le dirigeant du groupe armé sunnite Jundallah basé dans la province iranienne du Sistan-Baloutchistan. 
Il est arrêté en février 2010, avec son adjoint Hamza, par les autorités iraniennes qui avaient contraint un avion se rendant des Émirats arabes unis au Kirghizstan à atterrir en Iran en lançant des chasseurs à sa poursuite. Condamné à mort, Rigi est pendu dans la prison d'Evin à Téhéran le 20 juin. En représailles, Joundallah revendiqua un double attentat-suicide contre les Gardiens de la Révolution à Zahedan le 15 juillet 2010.

## Biographie
Issu de la tribu des Regi, des Baloutches, il aurait effectué un peu de prison lors de son adolescence pour une attaque au couteau. Il aurait ensuite suivi des études au séminaire de Binori Town (en) à Karachi (Pakistan), accusé d'avoir formé plusieurs dirigeants talibans .
Dirigeant du groupe Jundallah, qui commet à partir de 2009 des attentats-suicides, il est accusé aussi bien d'être plus ou moins lié à Al-Qaïda que d'être financé par les États-Unis ainsi que par des émigrés baloutches iraniens,. L'Iran a repris cette double accusation. 
Il fut interviewé par le journaliste américain Dan Rather sur la chaîne câblée HDnet (en), qui diffusa une vidéo le montrant en train de décapiter un prisonnier. Dans cet entretien, Righi se déclara Iranien et contesta prôner toute forme de séparatisme, affirmant qu'il ne faisait que se battre pour le droit des sunnites iraniens. Le 2 avril 2007, il fut interviewé par téléphone sur la chaîne persane de Voice of America, qui le décrivait comme le « leader d'un mouvement populaire de résistance iranien » en le gratifiant du titre de Docteur. Cette émission suscita l'ire des milieux irano-américains opposés au régime de Téhéran. En retour, les médias iraniens affirmèrent que ce leader d'un groupe « terroriste » était fourni en armes par la CIA afin de déstabiliser le régime et de « semer la discorde » entre les différentes ethnies iraniennes. Des médias britanniques ont également pu affirmer que le groupe Jundallah était soutenu par la CIA.
Le jour de sa capture à la suite de l'atterrissage forcé de l'avion le transportant, le ministre de l'Information Heydar Moslehi prétendit que 24 heures auparavant, Rigi s'était rendu dans une base de la CIA en Afghanistan. Il affirma même que Rigi avait rencontré en 2008 le secrétaire général de l'OTAN, Jaap de Hoop Scheffer, en Afghanistan. 
Son frère, Abdolhamid Rigi (en), fut pendu à Zahedan le 24 mai 2010.